# Townland

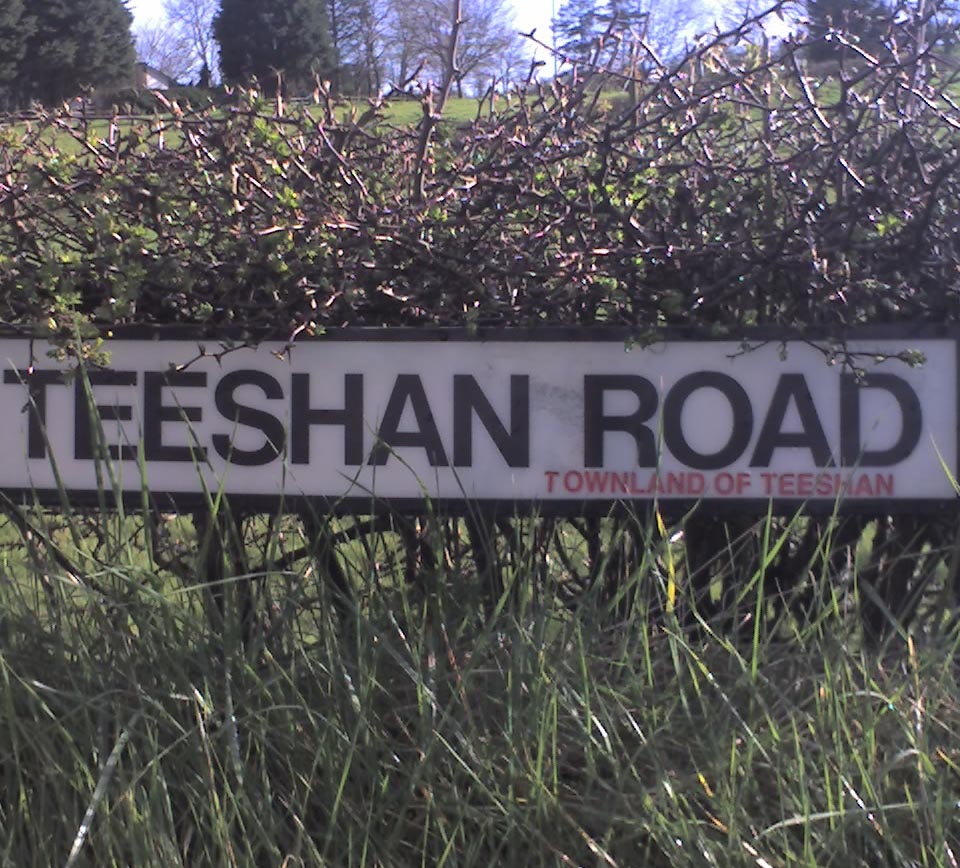
Een wegmarkering in County Antrim, met daarop aangegeven dat het betreffende deel van de weg in het townland Teeshan is gelegen

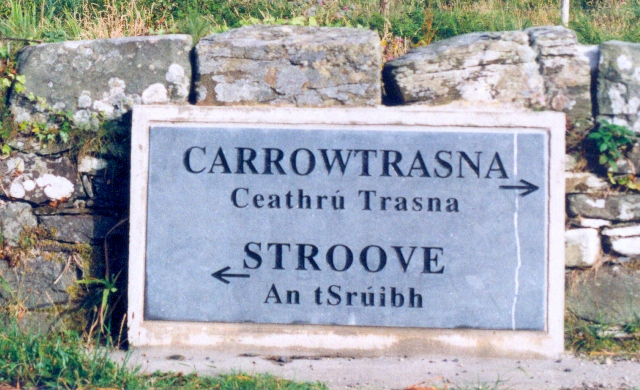
Een (zeldzame) grenspaal tussen twee townlands.

Een townland of bally (Iers: baile fearainn) is een kleine geografische onderverdeling van land in Ierland. Het townlandsysteem is van Keltische oorsprong en is ouder dan de Normandische invasie van Ierland die begon in 1169 en verreweg de meeste stukken grond hebben een naam van Keltische oorsprong. Sommige townlands ontlenen hun naam echter aan Normandische landhuizen, volksplantingen of zijn nieuwe namen die zijn toegewezen door de Ordnance Survey Ireland. Tegenwoordig bestaan er nog 61.109 townlands met een geregistreerde naam op het gehele Ierse eiland.

## Achtergrond
Een townland is de kleinste administratieve onderverdeling van land in Ierland. Hoewel het concept van townlands is gebaseerd op de Keltische wijze van landverdeling, werd het pas in de 17e eeuw definitief vastgelegd en in kaart gebracht door de Engelse overheid. De Engelsen deden dit teneinde eenvoudiger stukken land toe te kunnen wijzen aan investeerders en/of als beloning te kunnen geven aan oud-soldaten. Het eerste officiële bewijs van het bestaan van dit Keltische landverdelingssysteem is te vinden in de kerkelijke archieven in documenten daterend van voor de 12e eeuw.

## Etymologie
Het woorddeel "town" in de term "townland" gaat terug op het Oudengelse woord tun, dat "omheind of omsloten terrein" betekende.
De term baile, verengelst tot bally, is het meest voorkomende element in Ierse townlandnamen. Terwijl tegenwoordig de term "bally" duidt op een stadje ("town") of andere stedelijke woonplaats, is de oorspronkelijke betekenis onduidelijk. Dit komt gedeeltelijk doordat plaatsen geen deel uitmaakten van de Keltische sociale structuur. De term duikt pas voor het eerst op rond 1150 in documenten van de Abdij van Kells en dan nog in de betekenis van "boerderij" of "woonstede" (Baile Uí Comgain, letterlijk: de plaats van de familie Ó Comgain). De Normandiërs hadden geen werkelijke invloed op de Ierse plaatsnamen, maar namen deze wel over. Dit komt waarschijnlijk door de overeenkomsten tussen het Ketische woord baile en het Normandische woord bailey, beide met de betekenis van een nederzetting.

### Historische landverdelingen en etymologie
In het grootste deel van Ulster werden townlands aangeduid als "ballyboes" (Iers: baile bó, "koeienland") en gaven daarmee gebieden aan die waardevol waren als weide. In County Cavan stonden soortgelijke gebieden bekend als "polls", terwijl zij in Fermangh en Monaghan bekendstonden als "tates" of "taths". Deze namen lijken van Engelse oorsprong te zijn maar waren ruim voor 1600 al in gebruik. Onder de moderne townlandnamen komt het voorvoegsel pol- vooral voor in West-Ierland, met de betekenis "gat" of "holte" als meest geaccepteerde betekenis. In County Cavan, waar de helft van alle townlands in Ulster met het voorvoegsel pol- ligt, kunnen sommige echter vertaald worden als "de holte van..." en een bezitting aanduiden. Wat betreft de tates: moderne townlandnamen met het voorvoegsel tat- zijn vrijwel uitsluitend te vinden in het bisdom Clogher (dat de county's Fermanagh, Monaghan en de baronie Clogher in Tyrone omvat) en de term kan niet verward worden met het gebruik elders in Ierland.

### Grootte en waarde
Townlands verschillen enorm in grootte. De kleinste (Old Church Yard, Carrickmore, parish of Termonmagurk, County Tyrone) zijn minder dan een acre (0,4 hectare), de grootste (Sheskin, parish of Kilcommon, County Mayo) ongeveer 2830 hectare (7000 acre). De gemiddelde grootte van een townland is ongeveer 137 hectare (340 acre).
De "ballyboe", zoals gebruikt in Ulster, werd in 1608 omschreven als "60 acre bouwland, weiland en grasland". Dit is echter nogal misleidend, aangezien in het Keltische systeem de grootte afhankelijk was van de kwaliteit van de grond, de situering en het economisch potentieel. Dit economisch potentieel was weer afhankelijk van het gebruik van de grond, bijvoorbeeld grasland voor het grazen van vee en de grond die nodig was voor het verbouwen van graan en groente voor een aantal gezinnen. In Ulster is de hoogste dichtheid aan townlands, vastgelegd in 1609, te vinden in die gebieden die volgens de "Landwaardering" van de jaren 1860 de hoogste grondwaarde hebben.
Het lijkt er sterk op dat veel heidegebieden tot vrij kort geleden niet onderverdeeld waren in townlands. Deze gebieden werden voorheen gedeeld als gemeenschappelijke weidegronden door een parochie of een baronie (vergelijk de vroegere meenten).

### Irish Ordnance Survey en standaardisatie
Gedurende de 19e eeuw werd om fiscale redenen een uitgebreide serie plattegronden opgesteld door de Ierse tak van de (Britse) Ordnance Survey. Op deze plattegronden waren de namen van meer dan 60.000 townlands in Ierland geregistreerd en gestandaardiseerd. Tijdens het maken van de kaarten werden regelmatig townlands opgesplitst of juist samengevoegd, terwijl ook de grenzen vastgelegd werden van townlands in berg- en veengebieden die voor die tijd nimmer deel hadden uitgemaakt van het townlandsysteem.

### Huidig gebruik

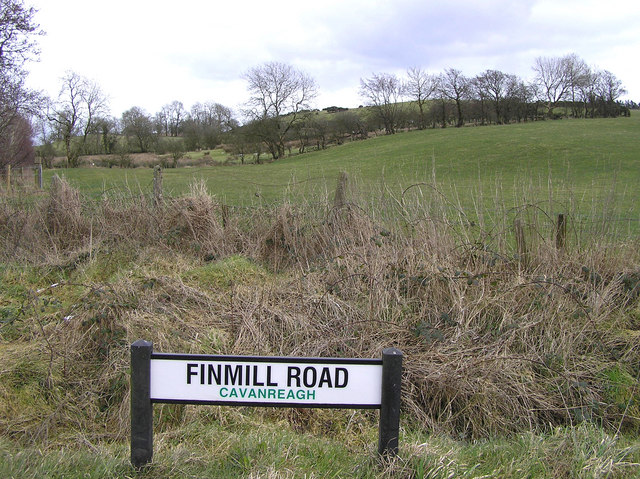
Een bord in County Tyrone, dat aangeeft dat dit deel van de weg in het townland Cavanreagh ligt.

In Ierland worden townlands nog steeds gebruikt voor adressen, met name in plattelandsgebieden waar straten en huisnummers zelden gebruikt worden. In 2005 kondigde het Department of Communications, Energy and Natural Resources aan dat er een postcodesysteem zou worden geïntroduceerd, maar anno 2013 is er nog geen zicht op concrete invoering, hoewel de regering streeft naar invoering in 2014.
In Noord-Ierland zijn de meeste townlands uit de adressering verdwenen. In 1972 besloot de Royal Mail dat met de invoering van de postcode de townland als adresgegeven verouderd was. Het gebruik van townlands werd niet verboden maar simpelweg nutteloos en overbodig verklaard, waarbij de Royal Mail mensen verzocht ze niet meer te gebruiken. Deze konden vervangen worden door huisnummers, straatnamen en postcodes. Als reactie hierop ontstond de "Townland Campaign", ijverend voor het behoud van de townland in adressen. Dit was een opvallende beweging aangezien het midden in The Troubles katholieken en protestanten schouder aan schouder bracht voor een gezamenlijk doel: het behoud van de namen als cultureel erfgoed. Formeel waren het de "County Councils" (provinciale besturen) die het laatste woord hadden in deze omschakeling. Deze councils werden echter ook zelf gereorganiseerd (de zes traditionele county's werden opgesplitst in 26 districten), waardoor de beslissingen van de Royal Mail in de praktijk als een vaststaand feit werden geaccepteerd. County Fermanagh was de enige county die erin slaagde de townlands als adresgegevens te behouden. De Assemblee voor Noord-Ierland nam in 2001 een motie aan waarin de verschillende departementen werd gevraagd de townlands te vermelden in correspondentie en publicaties.
Verwante vormen van het townlandsysteem van onderverdeling zijn te vinden in Engeland, Schotland, op het eiland Man, en op de Amerikaanse Maagdeneilanden.